# Prins Willem-Alexanderbrug
De Prins Willem-Alexanderbrug is een tuibrug (gecombineerd met een kokerbrug) over de Waal tussen Echteld en Wamel / Beneden-Leeuwen op Rkm 910,8. De N323 verbindt het Land van Maas en Waal met de A15 en de Betuwe. De brug is tot begin 1996 geëxploiteerd als tolbrug om de bouwkosten terug te verdienen.
De brug werd aangelegd om het Land van Maas en Waal beter te ontsluiten en om meer inkomsten voor de ondernemers in Tiel te genereren. Door de toenemende scheepvaart op de Waal werd het steeds moeilijker om veerponten te gebruiken, reden om te kiezen voor een brug.
De hoofdoverspanning is 267 m lang. De lengte van de aanbruggen en de hoofdoverspanning bedraagt 77,5m - 95m - 267m - 95m - 77,5m. De pijlers zijn 57 meter hoog.

## Trivia
- De brug stond jarenlang bekend als de brug van niks naar nergens[2] omdat de autoweg met 2x2 rijstroken aan de zuidkant van de brug ophield en overging in een hoofdweg met 1x2 rijstroken naar een aantal dorpen in het Land van Maas en Waal. De geplande doortrekking van de verbinding vanaf de A15 richting een brug over de Maas naar Oss en Eindhoven werd niet aangelegd. Het verkeer bleef achter bij de verwachtingen, omdat weggebruikers niet bereid waren om tol te betalen, hierdoor werd de aanleg van de brug verliesgevend. Sinds 2011 sluit de brug aan op de N322 die aansluit op de A50 en A73 bij Knooppunt Ewijk.
- In februari 2008 werd in de kokerconstructie van de brug een wietplantage in aanbouw ontdekt.[3]

## Panorama

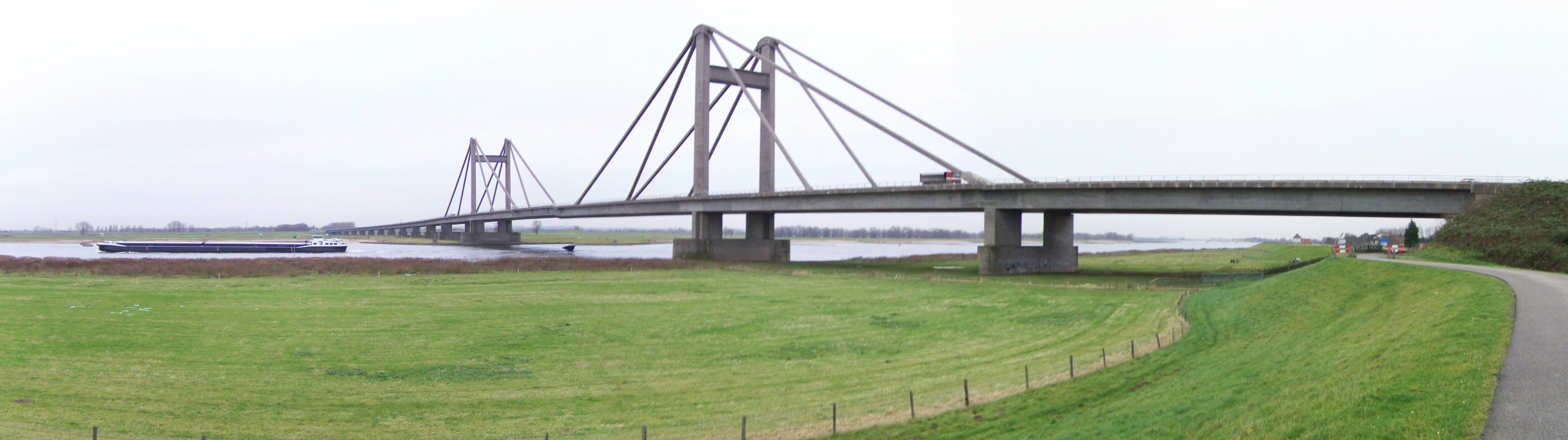
Panoramaoverzicht van de brug